# Picolina
| Picolina                    |                                 |                                            |                                         |
| Nome                        | 2-Picolina                      | 3-Picolina                                 | 4-Picolina                              |
| Outros nomes                | α-Picolina, 2-Metilpiridina     | β-Picolina, 3-Metilpiridina                | γ-Picolina, 4-Metilpiridina             |
| Fórmula estrutural          |                                 |                                            |                                         |
| Número CAS                  | 109-06-8                        | 108-99-6                                   | 108-89-4                                |
| Número CAS                  | 1333-41-1 (Mistura de isômeros) |                                            |                                         |
| PubChem                     | 7975                            | 7970                                       | 7963                                    |
| Fórmula molecular           | C6H7N                           | C6H7N                                      | C6H7N                                   |
| Massa molar                 | 93,13 g·mol−1                   | 93,13 g·mol−1                              | 93,13 g·mol−1                           |
| Estado físico               | líquido                         | líquido                                    | líquido                                 |
| Apresentação                | líquido incolor                 | líquido incolor                            | líquido incolor                         |
| Ponto de fusão              | −69,9 °C                        | −18 °C                                     | 3 °C                                    |
| Ponto de ebulição           | 128 °C                          | 144 °C                                     | 145 °C                                  |
| pKs (o ácido conjugado BH+) | 5,94                            | 5,63                                       | 6,03                                    |
| Solubilidade                | completamente miscível com água | completamente miscível com água            | completamente miscível com água         |
| Identificação GHS           | Atenção                         | Perigo                                     | Perigo                                  |
| Frases H e P                | 226‐302‐312‐332‐319‐335         | 226‐302+332‐311‐315‐319‐335                | 226‐311‐332‐302‐319‐335‐315             |
| Frases H e P                | veja acima                      | veja acima                                 | veja acima                              |
| Frases H e P                | 210‐302+352‐305+351+338         | 10‐280‐302+352‐304+340 305+351+338‐309+310 | 280‐302+352‐304+340 305+351+338‐309+310 |
| Informações de perigo       | Substância nociva (Xn)          | Substância nociva (Xn)                     | Veneno (T)                              |
| Frases R                    | 10‐20/21/22‐36/37               | 10‐20/21/22‐36/37/38                       | 10‐20/22‐24‐36/37/38                    |
| Frases S                    | (2) - 26 - 36                   | 26 - 36/37                                 | (1/2) - 26 - 36/37 -45                  |

Os compostos orgânicos picolinas, ou metilpiridinas, formam em Química uma família de compostos, pertencente aos compostos heterocíclicos (mais precisamente: heteroaromáticos). Consistem de um anel piridina, substituído com um grupo metila. Através de arranjo diferente resultando em três isômeros constitucionais com a fórmula C6H7N. São bastante semelhantes em suas propriedades em relação a piridina, e em aplicações que não dependem da estrutura molecular substituí-la facilmente como solventes. Caso contrário, elas são, em muitos aspectos, blocos de construção sintéticos para a fabricação de produtos farmacêuticos, agroquímicos e corantes.

## História
A 2-picolina foi isolada pela primeira vez em 1846 por Thomas Anderson do alcatrão de hulha. O termo picolina consiste no latinismo pix (betume) e oleum (óleo) em conjunto.

## Obtenção
Atualmente, a 2-picolina é obtida principalmente por meio de duas rotas sintéticas: por condensação de acetaldeído, formol e amônia  e por ciclização de nitritos e acetileno (ciclização de Bönnemann). Um exemplo é a reação de acetaldeído e amônia:
Aproximadamente 8000 t foram produzidas em todo o mundo em 1989.
A 3-metilpiridina é preparada industrialmente por meio da reação de acroleína com amônia:
{\displaystyle \mathrm {2\ H_{2}C{=}CHCHO\ +\ NH_{3}\longrightarrow \ 3-H_{3}C{-}C_{5}H_{4}N\ +\ 2\ H_{2}O} }
Uma maneira mais eficiente é baseado em acroleína, propionaldeído e amônia:
{\displaystyle \mathrm {H_{2}C{=}CHCHO\ +\ CH_{3}CH_{2}CHO\ +\ NH_{3}\longrightarrow \ 3-H_{3}C{-}C_{5}H_{4}N\ +\ 2\ H_{2}O\ +\ H_{2}} }
Aproximadamente 9000 t foram produzidas em todo o mundo em 1989.

## Propriedades
As picolinas são líquidos incolores com um cheiro similar ao da piridina. São miscíveis com água, etanol e éter dietílico. A 4-picolina, que tem simetria a mais elevada, apresenta o ponto de fusão mais alto.
Uma vez que os grupos metilo na posição 2 e 4 das respectivos isômeros de picolina estão dispostos em conjugação direta com o átomo de nitrogênio na remoção de elétrons, os grupos metilo nestes dois isômeros podem ser relativamente facilmente deprotonados por bases fortes, tais como di-isopropilamida de lítio ou butil-lítio e, em seguida, ainda obtendo-se derivados.

## Usos
Picolinas são utilizadas como intermediários para a preparação de outros compostos químicos. Por exemplo, a 2-vinilpiridina e o agroquímico nitrapirina podem ser preparados a partir da 2-picolina. A 3-picolina é usada como material de partida para a síntese do insecticida clorpirifós e da vitamina niacina (vitamina B3), a 4-picolina para a produção do fármaco anti-tuberculose isoniazida.
Por oxidação, por exemplo, por permanganato de potássio (KMnO4), resultando no ácido picolínico a partir de 2-picolina, em ácido nicotínico da 3-picolina e no ácido isonicotínico da 4-picolina.